# 尹之任
尹之任（윤지임，1475年 - 1534年），字重鄕（중향），純忠積德輔祈功臣，贈領議政，坡山府院君，本贯坡平（파평）。朝鲜王朝的文臣和外戚。諡號靖平（정평）。中宗的妃文定王后和尹元老、尹元衡兄弟的父親。尹之任的本任职掌苑署别提，中宗十二年（1517年）三月，尹之任之女經過揀擇禮確定成為中宗的繼妃，尹之任晉升敦寧府都正（正三品堂上官），同年五月，晉升為領敦寧府事（正一品）

## 親屬
- 高祖：判中枢府事 贈領議政 坡平府院君 尹璠（윤번，1384～1448，諡號貞靖） 崇政大夫议府右赞成尹承礼第四子。
- 曾祖：純誠明亮經濟佐理功臣 坡川府院君 領敦寧府事 兼領右議政 尹士昕（윤사흔，1422～1485，諡號襄平）
  - 祖：推忠定難翊戴純誠明亮靖翼佐理功臣 正憲大夫 刑曹判書 鈴平君 尹繼謙（윤계겸，1442～1483，諡號恭襄）
    - 父：內資寺判官 贈敦寧府都正 尹頊（윤항，1459～1485）
    - 母：貞敬夫人鄭氏（？～1520，本貫迎日）
      - 妻：府夫人李氏（전의이씨，1475～1511，本貫全義）
        - 長子：尹元凱（윤원개，？～？）
          - 孫：尹紀 （윤기）
          - 孫：尹綱 （윤강）

        - 次子：尹元亮：敦寧府都正（윤원량，1495～1569）
          - 孫：尹紹 （윤소）
          - 孫：尹纘 （윤찬）
          - 孫: 尹緻 （윤치）

        - 三子：尹元弼：衛社原從功臣 嘉善大夫 戶曹參判 兼知儀禁府事 行折衛將軍 龍驤衛大護軍 兼內乘 （윤원필，1496～1547）
          - 孫：尹綸 （윤윤）
          - 孫：尹緯 （윤위）
          - 孫：尹繪 （윤회）
          - 孫：尹緝 （윤집）

        - 四子：尹元老 敦寧府都正（윤원로，？～1547）
          - 孫：尹百源（윤백원，1528 - 1589）
          - 孫：尹絿 （윤구）

        - 五子：尹元衡 領議政 瑞原府院君（윤원형，1509～1567）
        - 五子妻：金氏
        - 五子妾：鄭蘭貞（정난정，？～1565）
          - 孫：尹繼（윤계）
          - 孫：尹覃淵（윤담연）
          - 庶孫：尹孝源（윤효원，母鄭蘭貞[3][4]）
          - 庶孫：尹忠源（윤충원）[5]

        - 長女：文定王后（문정왕후，1501～1565）適中宗李懌